# Инжан
Инжан — упразднённое село в Зейском районе Амурской области России. Исключено из учётных данных в 1984 году.

## География
Располагалось на левом берегу реки Зея, ниже впадения в неё реки Инжан, приблизительно в 3 км, по прямой, к северо-западу от поселка Поляковский.

## История
По данным 1926 года в Инжане имелось 1 хозяйство крестьянского типа и проживало 7 человека (4 мужчины и 3 женщин). В национальном составе населения преобладали русские. В административном отношении входило в состав Ново-Ямпольского сельсовета Зейского района Зейского округа Дальневосточного края.
Решением Амурского исполкома от 29 августа 1984 года № 380, село Инжан исключено из учётных данных как несуществующее.